# Chien-loup de Saarloos
Le chien-loup de Saarloos (CLS) est une race de chien issue d'un croisement entre un berger allemand et une louve européenne de la branche sibérienne (Canis lupus familiaris × Canis lupus lupus). C'est une des deux seules races de chien-loup reconnue par la Fédération cynologique internationale, l'autre étant le chien-loup tchécoslovaque. Cette race de chien-loup a été reconnue par la Fédération cynologique internationale en 1981.

## Historique
Le Saarloos Wolfhond, originaire des Pays-Bas, encore appelé chien loup de Saarloos en français, Saarloos Wolfdog en anglais ou  Saarlooswolfhund en allemand, tient son nom de son créateur, un éleveur de chiens installé à Dordrecht, Lendeert Saarloos (1884-1969) qui fit un croisement entre Fleur, une louve européenne de la branche sibérienne achetée au zoo de Rotterdam et Gerard, son berger allemand. En 1936, la première portée de ce croisement fut un échec puisque tous les chiots contractèrent la maladie de Carré, et en moururent. Lendeert Saarloos tenta une seconde portée, en 1937, de laquelle naquirent deux femelles et un mâle qui périt lui aussi, des suites d'une maladie. Peu de temps après, en 1938, une troisième portée vit le jour, dont un mâle qui servit de base à la race.
À partir de là, Lendeert Saarloos commença la reproduction avec ce mâle qui détenait le potentiel pour la sélection de cette race qu'il appela chien-loup européen. Plusieurs exemplaires de ces chiens-loups européens donnèrent satisfaction comme chiens guides d'aveugles, laissant penser que le chien-loup européen présentait les aptitudes à l'utilité recherchées par Leendert Saarloos. Mais l'apport de sang de loup vint contrarier l'objectif de l'éleveur. Son chien-loup européen se révéla peu apte en tant que chien d'utilité, en particulier comme chien guide d'aveugle.
Leendert Saarloos poursuivit son travail jusqu'à sa mort en 1969. Sa veuve Madame Saarloos et leur fille Marijke Saarloos ont ensuite continué son travail. Le chien-loup de Saarloos fut reconnu comme race en 1975 par la centrale canine néerlandaise, le Raad van Beheer op Kynologisch Gebied in Nederland, puis en 1981 par la Fédération Cynologique Internationale. Le standard de race décrit un chien non pas d'utilité mais doté de qualités naturelles.

## Législation

### En France
L'Arrêté du 19 mai 2000 soumettant à autorisation la détention de loups impose une autorisation préfectorale pour la détention de loup ou d’hybrides entre chiens et loups dont l'ascendance récente comporte un loup. Le chien-loup de Saarloos étant reconnu comme une race de chien domestique du groupe 1, il n'est pas soumis à cette législation, sa détention est donc entièrement libre.
Il ne faut pas non plus confondre le groupe 1 selon la FCI qui rassemble les chiens de berger et bouvier avec la catégorie I chiens dangereux (avec toutes les autorisations obligatoires). Le chien-loup de Saarloos étant dans le groupe 1 selon la nomenclature de la FCI (standard no  311), aucune mesure particulière telle la muselière ou la tenue en laisse dans les lieux publics n'est obligatoire.

## Caractères physiques
Le chien-loup de Saarloos appartient au groupe 1 Chiens de Berger et Bouviers (sauf Suisse) et plus précisément à la section 1 Chiens de berger.
Son poil dur et droit, est de couleur noire, brune ou crème. Il a pour taille entre 65 et 75 cm pour un mâle, et entre 60 et 70 cm pour une femelle. On estime un poids moyen entre 36 et 41 kg.
Ses yeux en forme d'amande sont jaunes. Son nez est large et robuste. Ses oreilles sont dressées et presque pointues. Il possède un col bien visible et des longues pattes. De plus, sa queue est basse et portée en sabre.
Le Saarloos est un chien puissant, mais à allure légère. Il présente une démarche très typique faisant penser à celle d'un loup.

## Caractères comportementaux
Le chien-loup de Saarloos n'est d'aucune utilité pour la chasse ou la défense car il n'a que très peu d'instinct d'attaque. Il a, par contre, un instinct de prédation plutôt présent. C'est un chien de compagnie sensible qui s'attache beaucoup à son maître. Très affectueux et curieux, il est indulgent avec les enfants et sociable avec les autres chiens à condition d'avoir eu une bonne sociabilisation. Il est digne de confiance. Cependant, il garde un côté indépendant et déterminé, il sait se faire comprendre. Il est actif et joueur mais apprécie le calme de temps en temps.
Contrairement à de nombreuses races de chiens, le Saarloos va fuir plutôt que faire face lors d'un danger, car il garde certaines caractéristiques comportementales du loup : fuite face au danger. De plus, le Saarloos garde un côté méfiant envers l'inconnu et les étrangers, d'où l'importance d'une bonne sociabilisation pour ne pas en faire un chien craintif. Il ne donne pas sa confiance facilement. Cela étant, il est attentif et très prudent. De plus, il possède des capacités d'observation très marquées. Malgré sa méfiance, il aboie rarement mais est plus susceptible de hurler. Son éducation doit être positive, sans violence mais sans laxisme. Le rapport de force mène à une catastrophe: un chien peureux ou agressif. Le Saarloos a tendance à faire marche arrière dans les apprentissages : il ne faut pas le mettre en échec, ni le brusquer mais ne jamais rien lâcher.
A noter que ce n'est pas un loup mais bien un chien, bien qu'il y ait un faible pourcentage de loup dans ses gènes. De plus, le chien loup de Saarloos n'est pas un primitif : c'est une race récente née il y a moins d'un siècle d'un croisement généré par l'homme. Le Chien Loup de Saarloos a besoin d'exercice régulier pour rester en forme et mentalement stimulé. 

## Croissance
Le Saarloos met du temps à mûrir et reste longtemps dans l'esprit d'un chiot, alors que son corps se développe et prend la forme adulte. Ainsi, il ne faut surtout pas lui imposer d'efforts trop importants durant la première année et une socialisation est indispensable.
Il faut idéalement le confronter dès son arrivée en famille (vers deux mois) aux voyages en voiture, à la foule des villes et aux étrangers au noyau familial de manière progressive, positive et bienveillante. C'est par cette habitude que les chiens-loups de Saarloos seront sociables et agréables à vivre tout en conservant la réserve naturelle qui leur est propre.